# Толиса (Модрича)
Толиса је насељено мјесто у општини Модрича, Република Српска, БиХ. Према попису становништва из 2013, у насељу је живјело 359 становника.

## Становништво
|             | 1991.        | 1981.          | 1971.          | 1961.          |
| Укупно      | 858 (100,0%) | 1 274 (100,0%) | 1 495 (100,0%) | 1 527 (100,0%) |
| Срби        | 797 (92,89%) | 1 247 (97,88%) | 1 487 (99,46%) | 1 522 (99,67%) |
| Остали      | 58 (6,760%)  | 2 (0,157%)     | 6 (0,401%)     | 1 (0,065%)     |
| Југословени | 2 (0,233%)   | 19 (1,491%)    | 1 (0,067%)     | –              |
| Хрвати      | 1 (0,117%)   | 2 (0,157%)     | 1 (0,067%)     | 4 (0,262%)     |
| Бошњаци     | –            | 3 (0,235%)1    | –              | –              |
| Словенци    | –            | 1 (0,078%)     | –              | –              |

1. 1 На пописима од 1971. до 1991. Бошњаци су пописивани углавном као Муслимани.